# プリデスティネーション
『プリデスティネーション』（Predestination）は、2014年のオーストラリアのSF映画。 ロバート・A・ハインラインによる短編小説『輪廻の蛇』を原作とし、マイケル＆ピーター・スピエリッグ兄弟が監督を務める。日本では2015年2月28日より公開。

## あらすじ
1970年3月、とあるビルの地下で爆弾を処理しようとしていた男が失敗し、顔に大やけどを負う。男は何者かの助けでバイオリンのケースに似た謎の装置を使い未来に飛び、ある組織の治療によって別の顔を得る。無事に回復後は最後の任務を受け、男は過去へ飛ぶのだった。
1970年11月、ニューヨークは連続爆弾魔フィズル・ボマーにより混乱していた。あるバーにやってきた男・ジョンは、1本のボトルと引き換えに自らの半生をバーテンダーに語る。元々は、ジェーンという名の女性であったこと。孤児院育ちの天涯孤独の身であること。様々な能力に恵まれながら、それを活かすこともかなわず、今は告白話を雑誌に書いて暮らしていること。不幸な人生の中で運命的に出会った男性に裏切られたこと。彼との間に出来た娘を、何者かに奪われたこと。そして男性となった経緯…。
ジョンに同情したバーテンダーは、女性だった頃の彼を裏切った男性に報復する機会を与えてやると言い、共に1963年にタイムスリップする。バーテンダーは、フィズル・ボマーを捕えるためにバイオリンのケースに似た時標変換キットでタイムスリップを繰り返す時空警察官だったのだ。
1963年4月、運命の男性と出会った場所で出会いを阻止するために待ち伏せるジョン。しかし周囲を警戒する自分の背にぶつかってきたのは、女性だったころの自分自身であるジェーンだった。当時の出会いは、男性になった未来の自分自身との出会いであったと悟るジョン。そしてジョンとジェーンは恋に落ち、やがて激しく愛し始める。
1970年3月、バーテンダーはフィズル・ボマーを葬るためにタイムスリップした先で、爆弾を処理しようとして大やけどを負った時空警察官を助ける（冒頭部分）。
1964年3月、ジェーンはジョンとの子供を出産するが、帝王切開という大手術と子宮や女性としての必要な生殖器を摘出することになり女性としての機能を失ってしまう。だが幸いにも生まれてきた娘は健康的だった。バーテンダーは生まれたばかりのジェーンの娘を拐う。ジェーンは特異な体質で、男性としての機能も持っていたため、度重なる手術のすえ、ジョンという男性として生きることを余儀なくされる。
1945年9月、赤ん坊と共にタイムスリップしたバーテンダーは、孤児院の前に赤ん坊を置き去りにする。
1963年6月、バーテンダーはジョンをジェーンと別れさせ共に未来にタイムスリップする。そしてその未来でジョンは時空警察官となり、時標変換キットを使って様々な時代の犯罪を食い止める身分となる。バーテンダーはジョンを時空警察官にするという最後の任務を終える。
ジョンや組織は、過去に連続爆弾魔として世間を騒がせるフィズル・ボマーを捕獲する為ありとあらゆる手を尽くすが、フィズル・ボマーの用意周到とも思える手の内様や爆破の惨劇を起こすタイミングも合わさりまるで歯が立たない。だが組織は結果的にフィズル・ボマーのおかげで発展する事となった。
1975年1月、バーテンダーは引退するためにこの時に飛ぶ。時標変換キットはそこで機能を停止するはずであったが、エラーを表示し停止しない。
1975年3月、バーテンダーはフィズル・ボマーの居どころを知り、銃を持ってその場所に行く。そこには、たび重なるタイムスリップにより精神を病み、今ではフィズル・ボマーとなったバーテンダー自身がいた。フィズル・ボマーとなったバーテンダーは、停止しなかった時標変換キットを使いあらゆる過去に行き、起こるであろう惨劇を爆破という形で防いだのだと赤裸々に語る。フィズル・ボマーは、バーテンダーに「俺を殺せば、お前が俺になる。それがそのあと起こる事だ」と言う。しかし、その運命を受け入れることを拒否してバーテンダーは未来の自分を撃ち殺す。その後バーテンダーは時標変換キットを見つめ、狂気の宿った顔を上げる。その腹部には帝王切開の手術痕が痛々しく残っていた。
誘拐された赤子、ジェーン、ジョン、バーテンダー、そしてフィズル・ボマー。彼らは全て同じ人物だったのだ。

## キャスト
※括弧内は日本語吹替
- バーテンダー - イーサン・ホーク（井上倫宏）
- ジョン／ジェーン - サラ・スヌーク（斎賀みつき）
- ロバートソン - ノア・テイラー（佐々木睦）
- マイルズ - クリストファー・カービイ（北田理道）
- ミラー - クリス・ソマーズ（渡邉隼人）
- フジモト医師 - クニ・ハシモト（堀越富三郎）
- ベス - ケイト・ウルフ（西村野歩子）
- クラーク医師 - ベン・ブレンダガスト（小林親弘）
- ローゼンブラム先生 - フェリシティ・スティール（喜代原まり）
- ステイプルトン - マデリーン・ウエスト（英語版）（土井真理）
- マーシー - アレクシス・フェルナンデス（的場加恵）
- ボールドウィン医師 - ラージ・サイダ（橘潤二）
- ハインライン医師 - タイラー・コッパン（英語版）（荒井勇樹）
- コナー - レイ・ティアナン（宮崎敦吉）
- アリス - フレイヤ・スタッフォード（英語版）（清水はる香）
- ジェーン（10歳） - モニーク・ヒース（北川里奈）
- 上級生の女子 - ソフィー・カスワース（里郁美）
- 面接官 - クリストファー・ストーレリー（英語版）（やまむらいさと）
- ガーナー先生 - ルイーズ・タルマッジ（おのえみこ）